# Puntes de Vilalta
Les Puntes de Vilalta és una muntanya de 693 metres que es troba al municipi de Mont-ral, a la comarca de l'Alt Camp.